# Kayts

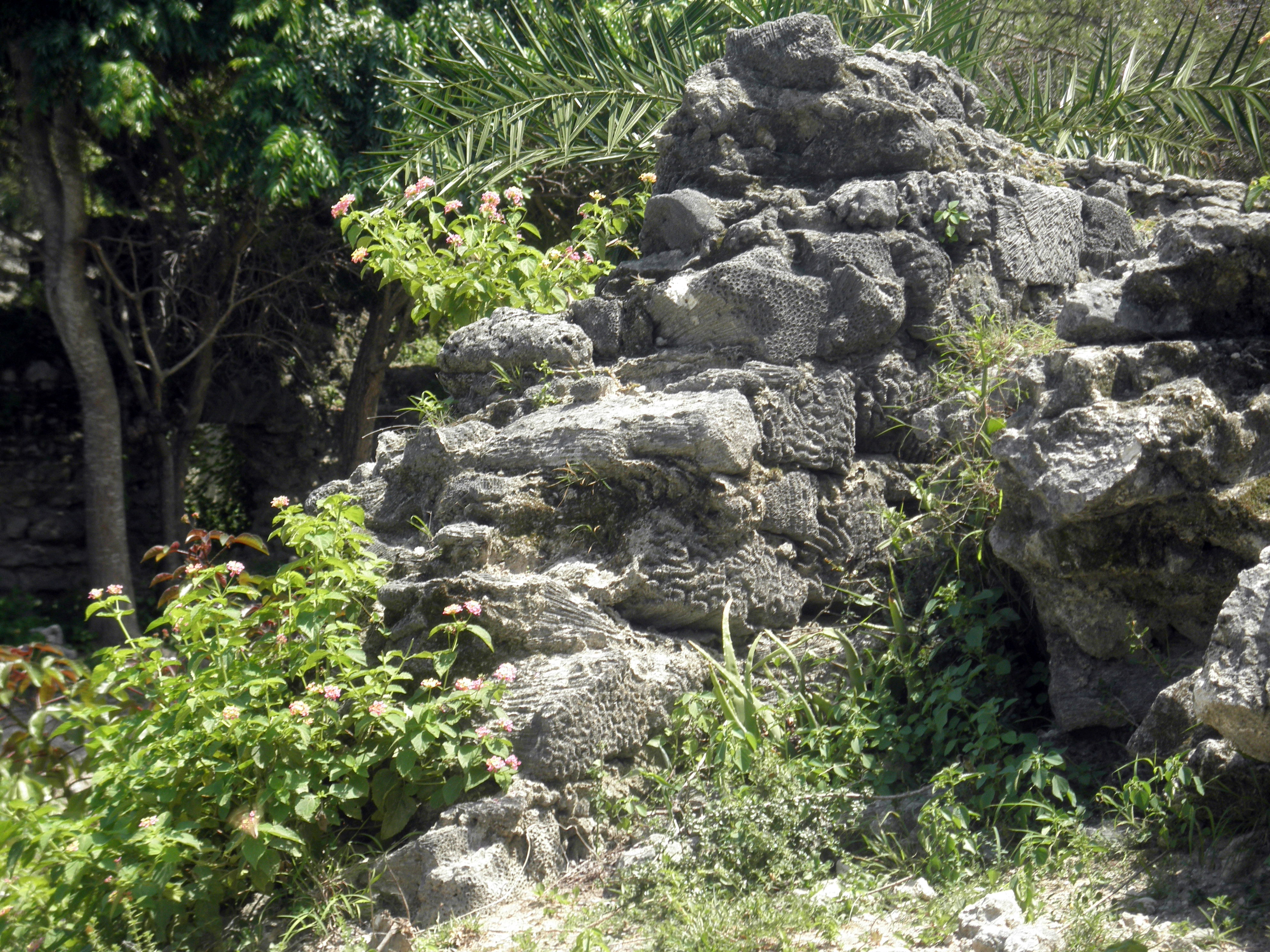
Ruínas da fortaleza portuguesa construída em 1629 durante o domínio português do reino de Jafanapatão.

Kayts (em tâmil:  ஊர்காவற்துறை Ūrkāvaṟtuṟai) é uma das mais importantes vilas na ilha de Velanai, uma ilha ao largo da costa da península de Jafanapatão no norte do Sri Lanca.